# エリック・ゼムール
エリック・ゼムール（フランス語: Éric Zemmour、1958年8月31日 - ）は、フランスの政治家、作家、ジャーナリスト。セーヌ＝サン＝ドニ県モントルイユ出身。
『フィガロ』紙や『フィガロ・マガジン』でコラムを執筆している。また、テレビ番組フランス2やラジオ・ルクセンブルク (RTL) などにも出演していた。またパリ・プルミエールでも番組をもつ。2022年大統領選挙に出馬し、4位にとどまり落選した。

## 経歴
1958年8月31日、セーヌ＝サン＝ドニ県モントルイユにアルジェリア系ユダヤ人の家庭に生まれた。アルジェリア戦争の際に一家はフランスに渡った。祖先は1000年もの間アラブ人と共存してきたベルベル系ユダヤ人であるという。父ロジェはコ・メディカルで、エリックはドランシ、パリ区域のシャトールージュで青年期を過ごした。父は家庭にしばしば不在で、母と祖母から男らしさを教わった。
ユダヤ人学校のエコール・ルシアン＝ド＝ヒルシュ（École Lucien-de-Hirsch）とエコール・ヤブネ（École Yabné）を経て、パリ政治学院卒業後、フランス国立行政学院を二度受験したが不合格に終わった。1986年、新聞『Le Quotidien de Paris』で政治部記者、Info-Matin紙で社説を担当、1996年にフィガロ紙で政治記者となった。2009年にフィガロ・マガジンでウィークリーコラムを執筆。政治記者としての活動を評価され、2006年にフランス国立行政学院アドミッション委員になった。
作家活動
エドゥアール・バラデュールとジャック・シラクの評伝や小説を書いた。
2006年にはLe Premier sexeで社会の女性化について論じた。2010年の「フランスの憂鬱」では「政治的過誤賞(Prix du livre incorrect)」を受賞した。
テレビ
2003年以来、I-Télé局の番組で毎週出演。Canal+、フランス2の番組にも出演。フランス2のOn n'est pas couchéでは、ローラン・リュキエ、ミシェル・ポラック、エリック・ノローとともに「正直な批判」を本、映画などについて論じた。ケーブルネットワークHistoireの番組Le grand débatにも出演。2010年以来、ラジオ・ルクセンブルク(RTL)でZ comme Zemmourを毎週月曜日と金曜日に放送。
ジャン＝マリー・ル・ペンは、評価できるジャーナリストはエリザベス・レヴィ、セルジュ・モアティ、エリック・ゼムールの三人だけだと述べた。ゼムールは、ル・ペンの発言はユダヤ系のジャン・ピエール・エルカバック、イヴァン・ルバイを批判したスキャンダルを踏まえたもので、同じユダヤ系の自分を入れるのは皮肉だとし、そんなことはみんな分かっていることだと述べた。
2009年、ラッパーのユスーファが歌詞で「ゼムールを黙らせろ」といったり、また侮蔑したことに対して、犯罪的で公然たる人身攻撃であると批判した。ユスーファは殺害予告や攻撃ではなく、ゼムールを黙らせるというのは、彼を彼の居場所に戻すということだと反論した。2011年、裁判でゼムールは勝訴し、EMIフランスは賠償金を支払った。

### 政治活動
2022年大統領選挙への立候補を表明する前から出馬を期待する声があり、世論調査でも支持率が公表され上位につけていた。2021年11月30日には立候補の意向を表明し、反移民の姿勢を強調した。2022年4月10日の第1回目投票では得票率7.10%で4位となり、決選投票に進めず落選した。

## 発言

### 反自由主義
ゼムールは政治的スペクトルでは右派であると自称しているが、左翼か右翼かを選挙の争点にすることは批判している。ゼムールは、ゴーリスト（ド・ゴール主義者）でありボナパルティストの伝統にあると称している。ゼムールは社会的には保守主義的なスタンスであり、経済的には反自由主義であり、家族や伝統など社会秩序を変革することは間違った結果となると主張し、個人を過剰に自由にさせることは孤立や消費者という地位のみに限定することになると主張している。また、現在、学術文化やメディアなどで支配的な左派・進歩派の勢力による既存の秩序への批判については、そうした批判が秩序や規範を強化することを構成しているため要求することは不可能だと批判している。
ゼムールが経済的に反自由主義的で反自由貿易であるのは、商品の自由な移動を支持しフランスの社会モデルと深く対立していると考えている欧州の連邦主義と欧州連合に反対することを駆り立てている。また、欧州連合によって右派も左派も「同じ経済政策、社会自由主義または自由社会主義」を受け入れざるを得なくなり、協力することができなくなっていると指摘している。

### 反人権
ゼムールは反人権派であり、人権派政治家のベルナール・クシュネルや、作家のベルナール＝アンリ・レヴィを批判し、人道的介入政策は新植民地主義であると批判している。

### 反移民
フランスの同化政策を支持するゼムールは、移民や、過度に寛容な移民を統合する現在の政策モデルには強く反対している。移民は「人口学的な津波」であると述べた。ゼムールは、ティエリー・マリアニに賛同して、家族的再統合のための適切な遺伝的な試験を要求している。

#### 有色人種認識
ゼムールは、黒人と白人はそれぞれ異なる人種に属しており、これはヒエラルキーでランキングすることなく、皮膚の色によっても識別できる、また、メラネシア人とアンティル諸島人は同じ人種であると述べ、「もしこうした人種がなければ、混ざり合うこともなかった」「ナチス時代の人種の神聖視は人種の否定でもあった。こうした議論は双方ともばかばかしいことだ」と述べた。
またゼムールは、白人の労働者は、若い白人女性をセクシャルに誘惑するための派手に着飾った男らしさを持つ黒人やアラブ人との競争では、全く無力なものとなっていると嘆いた。

### 人種主義
ゼムールは、1980年代の反人種主義の運動は判定されねばならないとものべている。反人種主義とフェミニズムの運動は「フランスとヨーロッパの疑似エリート」から引き出されたものだとした。反人種主義の進歩主義は共産主義の後継者であり、1930年代のコミンテルンによって発展した全体主義的に方法にもとづいているとした。反人種主義は1983年に左翼が経済的リベラリズムに転向したことを忘れさせるためにフランソワ・ミッテランが開始した戦略であり、自らの共産主義幻想を諦めたかつての左翼の心の隙間をうめるイデオロギーであり、彼らにとって移民は革命的な人民の代わりとして見つけられたのだ、と論じた。

#### 裁判
ゼムールが2010年5月6日、Salut les Terriens番組で自著『フランスの憂鬱』を紹介した際に、「移民の背景を持つフランス人は警察から検査を受けるべきで、なぜなら麻薬密売人は黒人とアラブ人だからだ、これは事実だ」と述べたことに対して、「レイシズムと反ユダヤ主義に対抗する国際リーグ(LICRA) は法的な手続きで対抗することを決定した。また同日、ゼムールは「雇用者は黒人とアラブ人を拒否する権利がある」とものべた。クラブアヴェロエスとNGOのMRAPは視聴覚最高評議会に訴えた。
LICRAによる法的手続きがはじまると、国境なき記者団の創設者ロベール・メナールはゼムールを支持した。
2010年3月23日にゼムールがLICRAに送った手紙で、元老院のクリスティアン・デロルムの見解を紹介した。また、ファルハド・コスロクハヴァールの「刑務所におけるイスラム」を引用し、司法省の調査では、受刑者の70 〜 80%がイスラムの受刑者であるとのべた。L'EXPRESS紙は、コスロクハヴァールの評価は、センシティブな区域におけるもので、政府公式の統計ではないと評した。
MRAPは、社会の周縁化、ある地域における貧困の集中、ゲットー化でなく、民族的な背景と犯罪がむずびつけられることに抗議した。ベノイスト・フレルは、皮膚の色と犯罪は現実には無関係であるとし、ゼムールをプロトファシストだと非難した。
他方、裁判官フィリップ・ビルジェはゼムールの意見は適切で、多くの密売人が黒人とアラブ人であると述べた。
2010年3月30日、NGOのSOSレイシズムの要請に応じてゼムールは2010年6月29日の法廷にたち、人種的名誉毀損や煽動という訴えについては答えを持っているとのべた。この日の最高裁17回法廷は、反人種主義組織によるシビル・アクションの過激化によって、延期が決定された。裁判中ゼムールは、ロベール・メナールや、エリック・ノーロー、デニス・ティリニャック、政治家のクロード・ゴアスゲン、サビエ・ローファーらの協力を得た。
2011年2月18日の第17回パリ犯罪法廷の判決では、テレビでの発言は「中傷」ではなくショッキングなものであったとされたが、不適切であったとして€2,000の支払いが命じられた。第一判決では損害賠償 €1,000と法的費用€2,000を三つの団体に合計€9,000の賠償金、第二判決では計€1,502の支払いがゼムールに命じられた。
2011年3月2日、エルヴェ・ノヴェリの招待でゼムールは国民運動連合(UMP)の議員によって熱烈な歓迎をうけた。UMPでの会合で、ゼムールは人種差別禁止法や記憶法の廃止、反人種差別組織による告発を一掃すること、そうした組織への活動助成金などを廃止することを提案した。
2011年3月5日、フランス・テレビジョンCEOのレミー・フリムリンはフランス2番組にゼムールが参加することを停止した。SOSレイシズムのドミニク・ソポがレミー・フリムリンにゼムールへの制裁を求めた。労働組合の一般労働連合もレミー・フリムリンに対策を求めた。

### フェミニズム、ゲイイデオロギー批判
ゼムールは20世紀の社会では脱男性化現象が進展し、女性や同性愛者はかつては相対的過剰人口であったが、消費者として現代の資本主義の要求を満足させる存在となったと主張している。また、フェミニストはフランス社会の歴史を否定し拒絶して、ポリティカル・コレクトネスになろうとするデマゴーグであると主張している。また、「ゲイイデオロギー」は、男性を女性のように行動することを奨励していると指摘している。小説Petit Frèreでは「伝統的な社会においては恥や秘密があった。人生への尊敬があり、死への恐怖があった」と登場人物が語っている。
こうしたゼムールの見方は、フランス保守派のClub de l'Horlogeにとって価値あるものだと指摘されている。

## 著書

### ノンフィクション
- 1995年 : Balladur, immobile à grands pas, Éditions Grasset
- 1998年
  - Le Livre noir de la droite, Grasset et Fasquelle
  - Le Coup d'État des juges, Grasset et Fasquelle
  - Une certaine idée de la France, collectif, France-Empire
- 2000年 : Les Rats de garde, en collaboration avec Patrick Poivre d'Arvor, Stock
- 2002年 : L'Homme qui ne s'aimait pas, Éditions Balland
- 2006年 : Le Premier Sexe, Denoël
- 『女になりたがる男たち』夏目幸子 訳、新潮社〈新潮新書 247〉、2008年。（原著：Le Premier Sexe）
- 2010年 : Mélancolie française, Fayard /Denoël. republished Le Livre de poche, 2011年.
- 2011年 : Z comme Zemmour, Le Cherche midi éditeur
- 2012年 : Le Bûcher des vaniteux, Albin Michel
- 2013年 : Le Bûcher des vaniteux 2, Albin Michel
- 2014年 : Le Suicide français, Albin Michel
- 2016年 : Un quinquennat pour rien, Albin Michel
- 2018年 : Destin français, Albin Michel
- 2021年 : La France n'a pas dit son dernier mot, Rubempré

### 小説
- 1999年 : Le Dandy rouge, Plon
- 2004年 : L'Autre, Denoël
- 2008年 : Petit Frère, Denoël

## 受賞歴
- 自由の表現賞 (Prix de la Liberté d'expression) 2010 (Enquête & Débat)
- 不正な本賞  (Prix du livre incorrect) 2010
- リシュリュー賞(Prix Richelieu) 2011（フランス語の防衛に関して）